# Черна амадина
Черната амадина (Lonchura stygia) е вид птица от семейство Estrildidae. Видът е почти застрашен от изчезване.

## Разпространение
Разпространен е в Индонезия и Папуа-Нова Гвинея.